# HMS Discovery (1741)
L'HMS Discovery era un petit vaixell de 150 tones, comissionat el 1741. Comandat pel tinent William Moor, acompanyà l'HMS Furnace, més gran , comandat pel seu cosí, Christopher Middleton, en l'expedició del Pas del Nord-oest de 1741, a la zona de la badia de Hudson.
Com molts altres vaixells que la Royal Navy va utilitzar per a l'exploració, el Discovery era un collier reconvertit.